# 박종우 (1971년)
박종우(朴宗佑, 1971년 2월 17일~)는 대한민국의 정치인이다. 제10대 거제시장이었으며, 2024년 11월 14일 최종 당선무효 판결을 받은 뒤, 시장직을 잃게 되었다.

## 학력
- 오비국민학교 졸업
- 연초중학교 졸업
- 거제고등학교 졸업
- 거제대학교 전기과 전문학사

## 경력
- 2005.08 미조건설 대표이사
- 2012.03~2019.03 거제상공회의소 상임의원
- 2016.09~2018.12 거제중앙신문 회장
- 2019.03 거제상공회의소 특별위원
- 2019.03 거제축산업협동조합 조합장
- 2021.04~ 거제고현중학교 운영위원장
- 2021.05~ 국민의힘 중앙위원회 경남연합회 위원
- 2021.11~ 박종우 거제경제혁신센터 센터장
- 2022 제8회 전국동시지방선거 국민의힘 거제시 시장 후보
- 2022.07 ~ 2024.11 제10대 경상남도 거제시장

## 전과
- 대기환경보전법위반: 벌금 1,000,000원 - 2007년 11월 21일 선고[1]

## 역대 선거 결과
| 실시년도 | 선거      | 대수 | 직책 | 선거구      | 정당     | 득표수   | 득표율          | 순위 | 당락 | 비고           |
| -------- | --------- | ---- | ---- | ----------- | -------- | -------- | --------------- | ---- | ---- | -------------- |
| 2022년   | 지방 선거 | 10대 | 시장 | 경남 거제시 | 국민의힘 | 44,790표 | \| \| 45.89% \| | 1위  |      | 초선, 민선 8기 |
|          | 45.89%    |      |      |             |          |          |                 |      |      |                |